# Bommeria ehrenbergiana
Bommeria ehrenbergiana là một loài thực vật có mạch trong họ Adiantaceae. Loài này được (Klotzsch) Underw. miêu tả khoa học đầu tiên năm 1876.